# Justicia plumbaginifolia
Justicia plumbaginifolia es una especie de planta floral del género Justicia, familia Acanthaceae.
Es nativa del Sudeste de Brasil.